# 北京西站南路
39°52′56″N 116°18′54″E / 39.88232°N 116.31499°E
北京西站南路，是位于中国北京市丰台区的一条道路。

## 简介
北京西站南广场过去出站只有东西向道路。2008年，北京西站南路通车，自北京西站南广场向南到丽泽路。随着交通流量增加，西三环丽泽桥、西二环菜户营桥日益拥堵，丽泽路南侧的丽泽金融商务区的建成也给丽泽路周边带来交通压力。
2015年，北京西站南路南延工程开始，从丽泽路南延2.09公里至南三环。该路段作为丽泽金融商务区的主干路，全长2.09公里、规划道路红线宽度50米、设计时速60公里。2016年3月的报道称，丽泽路至东管头街段将率先打通，有望近期通车，剩余路段正在建设。北京西站南路南延为城市快速路，设计时速60公里，主路为三上三下六车道，辅路设一条机动车道7米宽，两侧人行道各宽4米。根据北京市发改委、北京市住建委发布的《北京市2016年重点工程计划》，北京西站南路南延项目计划在2017年3月竣工，但实际上直至2022年才得以建成。
2025年4月26日，丽泽路（北京西站南路至莲花河东路段）恢复通行，包括北京西站南路在内的南北导行路系统同步实现双向交通恢复通行。